# Biz (rappeur)
Pour les articles homonymes, voir Biz.
Biz, de son vrai nom Sébastien Fréchette, né le 8 décembre 1972 à Québec, est un écrivain et rappeur québécois. Il se fait d'abord connaître pour sa participation au groupe de hip-hop Loco Locass, avant de poursuivre une carrière de romancier.

## Biographie

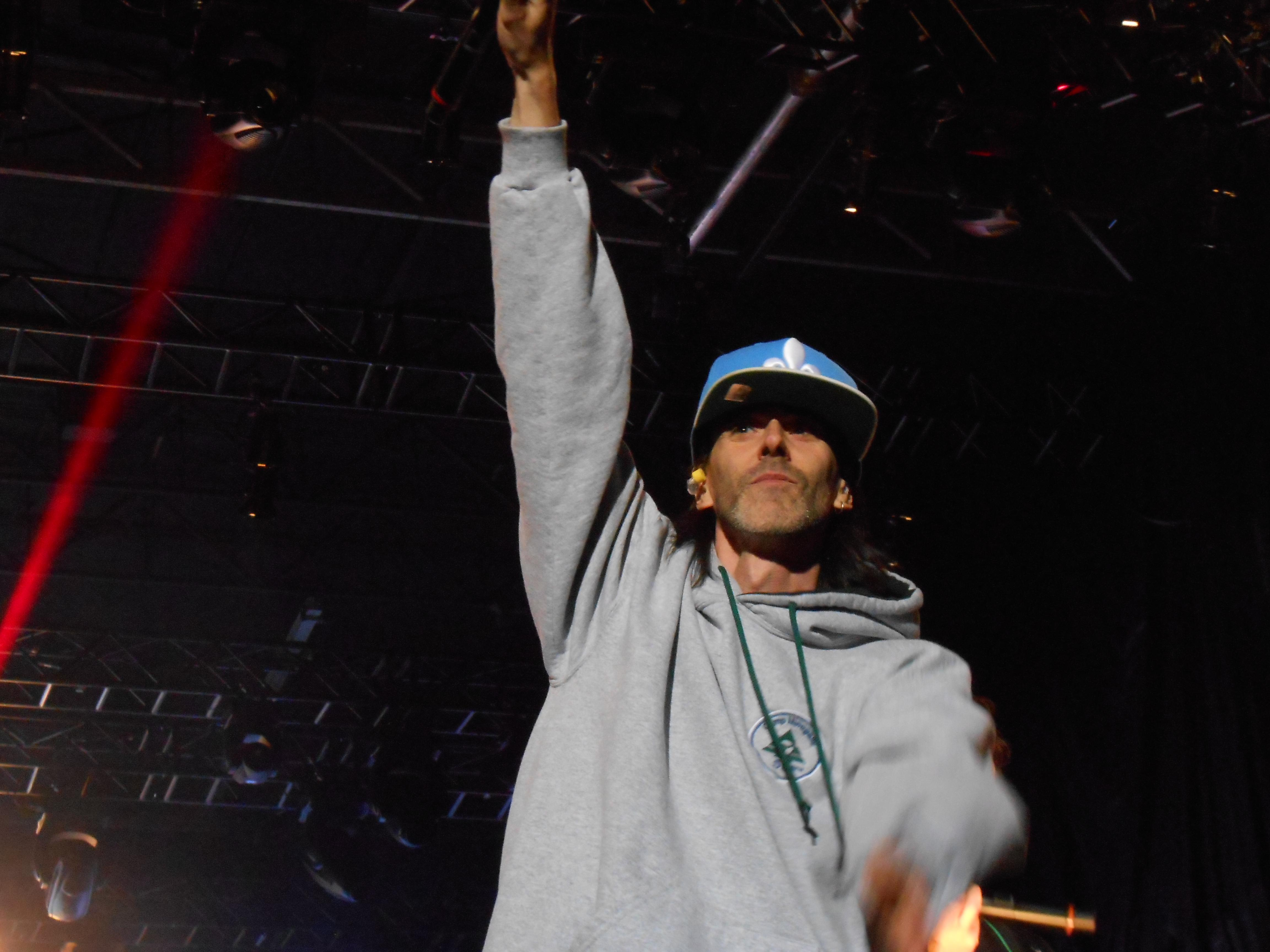
Biz en spectacle avec les membres du groupe Loco Locass lors de l'édition 2013 des FrancoFolies de Montréal.

Sébastien Fréchette est né le 8 décembre 1972 à Québec,. Biz possède de multiples facettes ; il a été moniteur au camp Trois-Saumons, dans la région de Chaudière-Appalaches, puis responsable de la cafétéria au camp Odyssée Minogami, en Mauricie, où il accueillait les jeunes adolescents responsables du nettoyage de la cafétéria. Il a aussi été responsable des moniteurs à la Colonie des grèves de Contrecœur. Il s'intéresse également aux politiques des villes.
Vers la fin du cégep, à Québec, Biz se met au hip-hop avec son ami Sébastien Ricard, aussi connu sous le pseudonyme de Batlam. Ensemble, ils forment le groupe local Loco Locass. Le groupe tient du genre rap politique souvent considéré comme radical. Selon le quotidien Le Nouvelliste, « ces préoccupations identitaires sont au cœur des textes des chansons de Loco Locass, formé au milieu des années 1990 par  Biz et son ami de Québec Sébastien Ricard (Batlam), auxquels s'est joint Mathieu Farhoud-Dionne (Chafiik). Le premier album de Loco Locass, Manifestif, est paru en 2000. »
En parallèle à sa carrière de rappeur, Biz décide de s'atteler à une carrière dans la littérature. En 2010, il publie son premier ouvrage intitulé Dérives aux éditions Leméac. En 2012, il remporte son premier prix, celui du Prix jeunesse des libraires du Québec (catégorie 12-17 ans) pour La Chute de Sparte. En 2017, après nombre d'autres ouvrages, il publie La Chaleur des mammifères, où il raconte l'histoire d'un professeur universitaire de littérature dans la mi-cinquantaine qui, après un divorce, jette sur le monde, sur la jeunesse et sur sa propre vie un regard cynique, désabusé et défaitiste avant de retrouver espoir et vigueur dans la foulée du printemps érable.
En 2021, Biz publie L'Horizon des événements, un roman dans lequel il aborde le sujet de la liberté d'expression en contexte universitaire.

## Œuvres littéraires

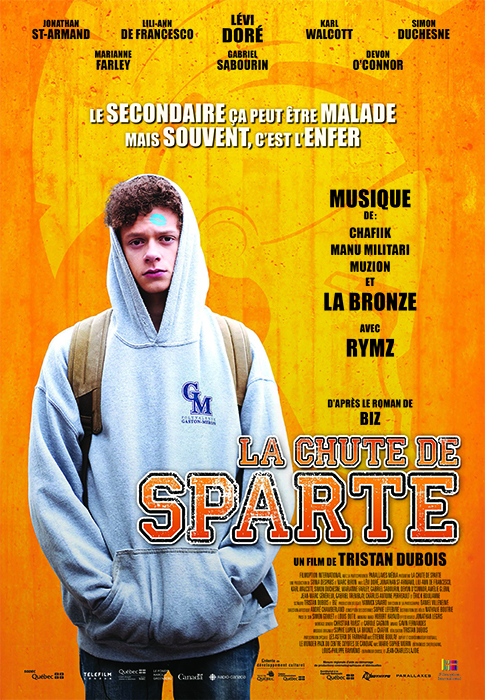
Affiche du film La Chute de Sparte, 2018, adaptation du roman homonyme de Biz

- Dérives, Montréal, Leméac, 2010  (ISBN 9782760933163)
- La Chute de Sparte, Montréal, Leméac, 2011  (ISBN 9782760936515)
- Mort-terrain, Montréal, Leméac, 2014  (ISBN 9782760933774)
- Naufrage, Montréal, 2016  (ISBN 9782760947238)
- La Chaleur des mammifères, Montréal, Leméac, 2017  (ISBN 9782760947597)
- Cadillac, Montréal, Leméac, 2018  (ISBN 9782760947818)
- Les Abysses, Montréal, Leméac, 2019  (ISBN 9782760904682)
- L'Horizon des événements, Montréal, Leméac, 2021  (ISBN 9782760948709)
- Feu l'amour, Montréal, Leméac, 2024  (ISBN 9782760949539)

## Adaptation cinématographique
- La Chute de Sparte, adapté au cinéma par Tristan Dubois, 2018 [7]

## Prix et honneurs
- 2012 : Prix jeunesse des libraires du Québec (catégorie 12-17 ans) pour La Chute de Sparte[4],[8]
- 2012 : Prix de livre jeunesse des Bibliothèques de Montréal pour La Chute de Sparte[9],[10]
- 2015 : Prix littéraire France-Québec pour Mort-terrain[11]
- 2019 : Mérites du français dans la culture (OQLF) pour sa contribution à l'usage, au rayonnement et à la mise en valeur du français ainsi qu'à la vitalité et à l'enrichissement de la culture de langue française[12]